# スコット・ケネディ
スコット・フィッツゲラルト・ケネディ（Scott Fitzgerald Kennedy、1997年3月31日 - ）は、カナダ・アルバータ州カルガリー出身の同国代表サッカー選手。ヴォルフスベルガーAC所属。ポジションはDF。

## クラブ経歴
ドイツ人の母親とカナダ人の父親の下、カナダのカルガリーに生まれ、18歳時にドイツへ移住した。ドイツのアマチュアクラブでキャリアをスタートさせ、2018年7月11日、SKアウストリア・クラーゲンフルトへ移籍してプロサッカー選手としての道を歩み始めた。
2020年8月18日、ブンデスリーガ2部のSSVヤーン・レーゲンスブルクへ移籍し、3年契約を結んだ。
2023年7月14日、オーストリアのヴォルフスベルガーACへ2年契約で移籍した。

## 代表経歴
2021年5月26日、2022 FIFAワールドカップ・予選を戦うカナダ代表へ初招集された。同年6月8日、スリナム代表との試合で先発フル出場して同代表デビューを飾り、4-0での完勝に貢献した。
2023年6月から7月にかけては2023 CONCACAFゴールドカップに参加し、2試合に出場した。